# Glavoč crnac
Glavoč crnac (lat. Didogobius schlieweni) riba je iz porodice glavoča (lat. Gobiidae). Otkriven je 1993. kod otoka Unije, u Jadranu i mislilo se da je to endemska vrsta Jadranskog mora. To se činilo izvjesnim kada je pronađen 1996. godine drugi nalaz kod otoka Ugljana. Sljedeći nalaz je pobio tu tvrdnju, jer je pronađen u Lionskom zaljevu, na obalama Francuske, a kasnije i u Ligurskom moru kod Livorna. 
Dostupni podaci o glavoču grncu govore da živi na malim dubinama, od samog plićaka, pa do nekih 15 m dubine, naraste do nekih 5 cm duljine. Tamne je boje, smeđe ljubičaste, tijela prekrivenog točkicama koje su u istim bojama, samo različitih nijansi. Pliva sporo, preko dana je skriven, a noću izlazi iz skrovišta na hranjenje. Smatra se da mu se ishrana temelji na malim životinjicama, račićima i larvama. Kada izađe iz skrovišta, zaklon traži među travom pri dnu, tako da ga je vrlo teško uočiti.

## Rasprostranjenost
Glavoč crnac po dosadašnjim saznanjima živi samo u Mediteranu, i to na njegovim sjevernim obalama, tj. u Jadranskom moru, sjevernom dijelu Lionskog zaljeva i u Ligurskom moru.

## Vanjske poveznice
|  | Zajednički poslužitelj ima još gradiva o temi Didogobius schlieweni |
|  | Wikivrste imaju podatke o taksonu Didogobius schlieweni             |